# Такси (серия фильмов)
«Такси» (фр. Taxi) — серия комедийных боевиков, созданных французским сценаристом и продюсером Люком Бессоном, состоящая из 5 фильмов. Помимо них в 2004 году также был снят американский ремейк, а в 2014 году вышел американско-французский телесериал «Такси: Южный Бруклин».

## Фильмы

### «Такси»
Первым фильмом серии стала картина «Такси», сочетающая в себе элементы кинокомедии, боевика, приключенческого фильма и детектива. Фильм был снят в 1998 году Жераром Пиресом по сценарию Люка Бессона. В центре сюжета — история о том, как случайно познакомившиеся и очень разные молодой таксист и бывший доставщик пиццы Даниэль, любящий риск и высокие скорости, и невезучий полицейский Эмильен объединяются, чтобы поймать немецкую банду грабителей банков на спортивных Mercedes-Benz E500 (W124). В конце концов, благодаря находчивости Даниэля, им это удаётся. Картина стала одним из самых успешных фильмов Франции, собрав в мировом прокате $210 млн.

### «Такси 2»
В 2000 году режиссёр Жерар Кравчик снял продолжение фильма 1998 года, «Такси 2», сочетавший в себе элементы комедии и боевика. Сценаристом и продюсером картины выступил Люк Бессон. В центре сюжета — противостояние Даниэля и Эмильена японской мафии — якудза, которые похитили министра обороны Японии, прибывшего в Марсель, чтобы ознакомиться с достижениями Франции в борьбе с террористами. В коммерческом отношении фильм оказался менее успешным, но всё же принёс прибыль своим создателям, заработав $64,4 млн при бюджете €10,7 млн.

### «Такси 3»
В 2003 году вышла третья часть серии — «Такси 3». Режиссёром вновь был Жерар Кравчик, а Люк Бессон, как и в предыдущий раз, выступил в качестве продюсера и автора сценария. Даниэль и Эмильен вновь объединяются для борьбы с бандой грабителей банков, во время своих преступлений одевающихся как Санта-Клаус. Фильм собрал в прокате $64,5 млн при бюджете €14,5 млн.

### «Такси 4»
14 февраля 2007 года во Франции состоялась премьера фильма «Такси 4». Как и в двух предыдущих картинах режиссёром был Жерар Кравчик, сценаристом и продюсером — Люк Бессон. Из комиссариата полиции Марселя по вине Эмильена сбегает самый опасный преступник в мире — бельгиец Альбер ван ден Бош. За промах Эмильена увольняют и теперь он с Даниелем и своей супругой Петрой пытается выследить и арестовать сбежавшего преступника. Фильм собрал в прокате более $65 млн при бюджете €17,3 млн.

### «Такси 5»
12 апреля 2018 года вышла пятая часть серии «Такси» — «Такси 5». Как и раньше, сценаристом и продюсером выступил Люк Бессон, в то время как Жерара Кравчика сменил молодой режиссёр Франк Гастамбид. Сменились и персонажи, вместо Даниэля и Эмильена теперь героями фильма стали племянник Даниэля Эдди Маклуф и парижский полицейский Сильвано Маро, переведённый в полицию Марселя. Им вместе предстоит поймать банду итальянских грабителей, в распоряжении которой находится мощный Ferrari.

### «Такси 6»
В интервью «50 минут внутри» Франк Гастамбид объявил, что если «Такси 5» хорошо окупится в кассе, то его следующей работой станет «Такси 6». Однако фильм провалился в прокате при бюджете в 20,39 миллионов €, собрав лишь $ 35 миллионов. Несмотря на это, режиссёр всё равно планирует снять шестой фильм.
В интервью газете «Премьера» Сами Насери сказал, что он готов сняться в «Такси 6», если Люк Бессон «соберёт старую команду», но работать с Гастамбидом актёр наотрез отказывается, так как он снова испортит и шестой фильм.
На фестивале «Динар» 2018 года Сабрина Уазани подтвердила, что шестой фильм до сих пор находится в планах, но дата релиза и начало съёмок на данный момент неизвестны.

## Телесериал
В 2014 году на экраны вышел телесериал «Такси: Южный Бруклин», снятый совместно EuropaCorp Television, французским телеканалом TF1 и американским NBC. Главным создателем сериала был Гэри Скотт Томпсон. Сюжет основывался на первом «Такси». Кейтлин «Кэт» Салливан — детектив нью-йоркской полиции, работающий в Бруклине. После того, как её водительские права приостановлены, она полагается на Лео Ромба, бруклинского водителя автобуса из Франции. Лео становится водителем Кэт и де-факто консультантом по её делам. Раскрывая преступления, Кэт при помощи Лео также проводит собственное несанкционированное расследование смерти своего отца, также детектива нью-йоркской полиции, который, как полагают, был казнён мафиозной семьёй Капелла. При этом она столкнулась со своим боссом, капитаном Бейкером и бывшим мужем Греггом, который взял дело в ФБР. На сайте Rotten Tomatoes сериал получил рейтинг 38 %, на сайте IMDb его оценили в 6,3 по десятибальной шкале. 6 марта 2015 года NBC объявила, что второго сезона не будет.

## Ремейк
Успех серии фильмов «Такси» привлёк внимание Голливуда. В 2004 году студия Люка Бессона EuropaCorp и американский киногигант 20th Century Fox совместно сняли ремейк первого «Такси», назвав его «Такси» (в России шёл под названием «Нью-йоркское такси»). Лихачка Белль Уильямс — самый быстрый таксист Нью-Йорка и мечтает о победе в настоящих соревнованиях гонщиков. Но вместо гонок ей приходится объединиться с полицейским Энди Уошберном, бестолковым сыщиком и неумелым водителем. Вместе они преследуют банду грабительниц банков под предводительством Ванессы — холодной и расчётливой красавицы. Фильм оказался финансово выгодным — при бюджете $25 млн он собрал суммарно в США и мировом прокате почти $69 млн. При этом фильм был отрицательно воспринят критиками, на сайте Rotten Tomatoes он получил рейтинг 10 %. Аудитория сайта Metacritic дала фильму оценку «27» (1 положительный отзыв при 17 отрицательных).

## В ролях
| Персонаж\Актёр           | «Такси»            | «Такси 2»          | «Такси 3»          | «Такси 4»          | «Такси 5»           |
| ------------------------ | ------------------ | ------------------ | ------------------ | ------------------ | ------------------- |
| Основные персонажи       |                    |                    |                    |                    |                     |
| Даниэль Моралес          | Сами Насери        | Сами Насери        | Сами Насери        | Сами Насери        |                     |
| Эмильен Кутан-Корбадек   | Фредерик Дифенталь | Фредерик Дифенталь | Фредерик Дифенталь | Фредерик Дифенталь |                     |
| Петра Кутан-Корбадек     | Эмма Виклунд       | Эмма Виклунд       | Эмма Виклунд       | Эмма Виклунд       |                     |
| Лили Бертино             | Марион Котийяр     | Марион Котийяр     | Марион Котийяр     |                    |                     |
| Жерар Жибер              | Бернар Фарси       | Бернар Фарси       | Бернар Фарси       | Бернар Фарси       | Бернар Фарси        |
| Эдди Маклуф              |                    |                    |                    |                    | Малик Бенталха      |
| Сильвано Маро            |                    |                    |                    |                    | Франк Гастамбид     |
| Самиа Маклуф             |                    |                    |                    |                    | Сабрина Уазани      |
| Второстепенные персонажи |                    |                    |                    |                    |                     |
| Аллен Трезор             | Эдуар Монтут       | Эдуар Монтут       | Эдуар Монтут       | Эдуар Монтут       | Эдуар Монтут        |
| Камиль Кутан-Корбадек    | Мануэла Гурари     |                    |                    |                    |                     |
| Эдмон Бертино            |                    | Жан-Кристоф Буве   | Жан-Кристоф Буве   | Жан-Кристоф Буве   |                     |
| Мадам Бертино            |                    | Фредерик Тирмон    |                    | Фредерик Тирмон    |                     |
| Киу                      |                    |                    | Бай Лин            |                    |                     |
| Рашид                    |                    |                    |                    |                    | Рамзи Бедиа         |
| Тони Дог                 |                    |                    |                    |                    | Сальваторе Эспозито |
| Мишель Петруччиани       |                    |                    |                    |                    | Ануар Тубали        |
| Сандрин                  |                    |                    |                    |                    | Сисси Дюпарк        |

## Технические данные
| Заглавие               | Такси                   | Такси 2                 | Такси 3                 | Такси 4                                                       | Такси 5                                                    |
| ---------------------- | ----------------------- | ----------------------- | ----------------------- | ------------------------------------------------------------- | ---------------------------------------------------------- |
| Режиссёр               | Жерар Пирес             | Жерар Кравчик           | Жерар Кравчик           | Жерар Кравчик                                                 | Франк Гастамбид                                            |
| Сценарий               | Люк Бессон              | Люк Бессон              | Люк Бессон              | Люк Бессон                                                    | Франк Гастамбид Стефан Казанджян Люк Бессон                |
| Монтаж                 | Вероника Ланж           | Тьерри Осс              | Янн Эрве                | Кристин Люка Наварро Фридерик Тораваль                        | Жюльен Рей                                                 |
| Продюсер               | Люк Бессон              | Люк Бессон              | Люк Бессон              | Люк Бессон                                                    | Люк Бессон                                                 |
| Продюсер               | Мишель Петен            |                         |                         |                                                               |                                                            |
| Продюсер               | Лоран Петен             |                         |                         |                                                               |                                                            |
| Музыка                 | Akhenaton               | Al Kemya                | Kore et Skalp           | Tefa, Masta Weallstar—Da. Octopusss                           | Kore                                                       |
| Оператор               | Жан-Пьер Совер          | Жерар Стерин            | Жерар Стерин            | Пьер Морель                                                   | Венсан Ришар                                               |
| Премьера               | 8 апреля 1998           | 29 марта 2000           | 29 января 2003          | 10 февраля 2007 (Марсель) 15 февраля 2007 (остальная Франция) | 7 апреля 2018 (Марсель) 11 апреля 2018 (остальная Франция) |
| Премьера в России      | 23 октября 1998         | 21 декабря 2000         | 27 марта 2003           | 6 марта 2007                                                  | 10 мая 2018                                                |
| Продолжительность      | 90 мин                  | 88 мин                  | 87 мин                  | 97 мин                                                        | 102 мин                                                    |
| Бюджет                 | €8,1 млн                | €10,7 млн               | €14,49 млн              | €17,3 млн                                                     | €20,39 млн                                                 |
| Жанр                   | Комедийный боевик       | Комедийный боевик       | Комедийный боевик       | Комедийный боевик                                             | Комедийный боевик                                          |
| Страна                 | Франция                 | Франция                 | Франция                 | Франция                                                       | Франция                                                    |
| Компания               |                         |                         |                         |                                                               |                                                            |
| ARP Sélection          |                         |                         |                         |                                                               |                                                            |
| TF1 Films Production   |                         |                         |                         |                                                               |                                                            |
| StudioCanal            | StudioCanal             | StudioCanal             | Apipoulaï               |                                                               |                                                            |
| Leeloo Productions     | Leeloo Productions      | EuropaCorp              | EuropaCorp              | EuropaCorp                                                    |                                                            |
| Дистрибьютор · Франция | EuropaCorp Distribution | EuropaCorp Distribution | EuropaCorp Distribution | EuropaCorp Distribution                                       | EuropaCorp Distribution                                    |

## Кассовые сборы
|          | Фильм       | Фильм       | Фильм       | Фильм       | Фильм       | Все фильмы серии «Такси» |
| «Такси»  | «Такси 2»   | «Такси 3»   | «Такси 4»   | «Такси 5»   |             | Все фильмы серии «Такси» |
| -------- | ----------- | ----------- | ----------- | ----------- | ----------- | ------------------------ |
| Франция  | $37 980 000 | $63 704 000 | $35 752 480 | $33 342 703 | $21 899 085 | $192 678 268             |
| Россия   | $100 000    | $580 000    | $3 000 000  | $12 050 482 | $1 713 453  | $17 443 935              |
| США      | $268 254    | $729 844    | $497 208    | —           | —           | $1 495 306               |
| Весь мир | $44 218 015 | $64 433 844 | $64 497 208 | $65 114 802 | $64 497 208 | $302 761 077             |

## Видеоигры

### «Такси 2»
22 июня 2000 года французская компания Ubisoft выпустила однопользовательскую игру «Такси 2», разработанную компанией Blue Sphere Games, действие которой проходит в мире фильма «Такси 2». Игра была предназначена для следующих платформ: PlayStation, Dreamcast, Game Boy Advance и Game Boy Color. Игра получила крайне негативные отзывы сайта Gamesvideo.com.

### «Такси 3»
30 января 2003 года Ubisoft выпустила однопользовательскую игру «Такси 3», разработанную компанией Nemosoft, действие которой проходит в мире фильма «Такси 3». Игра была предназначена для следующих платформ: PlayStation 2, GameCube, Game Boy Advance и Game Boy Color.